# Мухін Єфрем Йосипович
Єфрем Йосипович Мухін (8 лютого 1766, с. Зарожне — 12 лютого 1850, с. Кольцово) — науковець, хірург, анатом, фізіолог, гігієніст, дійсний статський радник. Один з основоположників анатомо-фізіологічного напряму у вітчизняній медицині та вчення про провідну роль головного мозку в життєдіяльності організму. Засновник вітчизняної травматології, започаткував симбіоз травматології та хірургії. Заслужений професор Імператорського Московського університету, доктор медичних наук.

## Біографія
Народився у дворянській сім'ї. Навчався в Харківському духовному колегіумі та Єлисаветградській медико-хірургічній школі (нині Кіровоградський медичний коледж імені Є. Й. Мухіна). Згодом здобув ступінь доктора медицини і хірургії, став професором Московської медико-хірургічної академії та Московського університету, викладав у Московській слов'яно-греко-латинській академії.
Він був членом Московського медико-хірургічного та Геттінгенського сповивального товариств, почесним членом Харківського університету, Петербурзького медико-філантропічного товариства та Московського товариства дослідників природи, кореспондентом Паризького гальванічного товариства. Серед учнів видатного вченого — М. Пирогов, І. Буяльський, І. Дядьковський та ін.

## Внесок у медицину
Головну увагу надавав вивченню анатомії. Йому належить крилатий вислів: «Лікар не анатом не тільки не корисний, а й шкідливий». Він першим виклав основні положення рефлекторної теорії. Зробив вагомий внесок у розвиток учення про основну роль нервової системи у виникненні захворювань (теорія нервізму). Започаткував учення про закономірності індивідуального сприйняття зовнішніх і внутрішніх збудників, що впливають на організм людини. Основоположник учення про слизові та синовіальні сумки.
Він винайшов шину-підщелепник, розробив власну методику ампутацій. Крім того, вчений вніс багато цінних пропозицій і впровадив ряд лікувальних та гігієнічних заходів. У медичній практиці почав застосовувати сполуки хлору. Організував перші пункти швидкої допомоги. Невтомний трудівник на ниві медицини організував при Московському університеті зразкову аптеку і став її керівником, створив анатомічні музеї при Московській медико-хірургічній академії та Московському університеті.

## Науковий доробок
Учений є автором першого оригінального посібника з хірургії та фундаментальної праці з анатомії, понад 50 ґрунтовних праць з різних галузей медицини. Він одним із перших заклав основи гігієни і токсикології, займався проблемами епідеміології, був одним з ініціаторів запровадження щеплень від натуральної віспи, організував вакцинацію в Москві (1801). Як епідеміолог брав участь у ліквідації епідемії холери в Москві (1830).
Серед основних праць виділяють:
- «De stimulis corpus humanum vivum afficicutibus» (Геттинг., 1804),
- «Разговор о пользе прививания коровьей оспы» (с 16 чертеж., М., 1804),
- «Первые начала костоправной науки» (с 37 черт., М., 1806);
- «Краткое наставление простому народу о пользе прививания коровьей оспы» (с черт., М., 1811),
- «Связесловие и мышцесловие» (М., 1812),
- «Курс анатомии для воспитанников, обучающихся медико-хирургической науке» (7 ч., М., 1815; 2 изд., 8 ч., М., 1818);
- «Основание науки о мокротных сумочках тела человеческого» (М., 1815; 2 изд. М., 1816),
- «Краткое обозрение наносной холеры; о паровых ваннах и самоваре; о постной и рыбной пище» (М., 1830),
- «Краткое наставление врачевать от укушения бешенных животных» (М., 1831).
- «Описания хирургических операций», М., 1807,
- "Описание способов узнавать и лечить наносную холеру, М., 1831,
- «Наука о мокротных сумочках тела человеческого», 2 изд., М., 1816.

## Пам'ять
Пам'ятник Е. О. Мухіну встановлений в селі Зарожному Чугуївського району Харківської області 8 жовтня 2016 року. Ідея встановити пам'ятник у місці народження лікаря належить відомому лікареві, керівникові Всеукраїнської громадської організації імені М. І. Пирогова «Військова медицина України» Олександру Олексійовичу Малишу, яка була підтримана членами Організації. Велику роботу по організації і зв'язкам з органами виконавчої влади робив Почесний член Організації Волков Олексій Вікторович. Внесок до організаційної роботи вніс 2-ий віце-президент, Голова молодіжного крила Організації майор медичної служби Сергій Сергійович Полторацький. Меценатом проєкту виступив реконструктивний і пластичний хірург, заслужений лікар України Ростислав Валіхновский. Авторами і скульпторами пам'ятника виступили Ігор Павлович Ястребов і Сергій Ігоревич Ястребов. З нагоди відкриття в Україну приїхали нащадки Єфрема Мухіна — пра-пра-пра-внучка Ольга Виноградова з дочкою. Проект підтримала Всеукраїнська громадська організація «Асоціація Українських ортопедів — травматологів», Харківський національний університет імені В. Н. Каразина, Харківський національний медичний університет. Громадськість Харківщини..